# Catch a Fire
Catch a Fire – piąty album studyjny jamajskiego zespołu reggae Bob Marley & The Wailers, wydany przez wytwórnię płytową Island Records w 1973.
Popularność albumu sprawiła, że zespół i Bob Marley stali się znani na całym świecie i od tego czasu datuje się ich międzynarodowa sława.
W 2003 album został sklasyfikowany na 123. miejscu listy 500 albumów wszech czasów magazynu „Rolling Stone”.

## Lista utworów

### Strona A
| 1. | „Concrete Jungle” (Marley)                      | 4:13  |
|    |                                                 |       |
| 2. | „Slave Driver” (Marley)                         | 2:53  |
|    |                                                 |       |
| 3. | „400 Years” (Marley/Tosh)                       | 2:45  |
|    |                                                 |       |
| 4. | „Stop That Train” (Tosh)                        | 3:55  |
|    |                                                 |       |
| 5. | „Baby We've Got A Date (Rock It Baby)” (Marley) | 3:57  |
|    |                                                 |       |
|    |                                                 | 17:43 |
|    |                                                 |       |

### Strona B
| 1. | „Stir It Up” (Marley)      | 5:32  |
|    |                            |       |
| 2. | „Kinky Reggae” (Marley)    | 3:37  |
|    |                            |       |
| 3. | „No More Trouble” (Marley) | 3:57  |
|    |                            |       |
| 4. | „Midnight Ravers” (Marley) | 5:10  |
|    |                            |       |
|    |                            | 18:16 |
|    |                            |       |

## Twórcy
- Bob Marley – gitara, wokal, produkcja
- Peter Tosh – organy, gitara, pianino, wokal
- Bunny Wailer – bongosy, kongi, wokal
- Aston „Family Man” Barrett – gitara basowa
- Carlton „Carlie” Barrett – perkusja
- Chris Blackwell – produkcja
- Carlton Lee – inżynier dźwięku